# Makasar (onderdistrict)
Makasar is een onderdistrict (Kecamatan) van de stadsgemeente Jakarta Timur (Oost-Jakarta) in de provincie Jakarta, Indonesië.
De luchthaven Halim Perdanakusuma ligt in Makasar. Het vliegveld werd opgericht onder de naam vliegveld Tjililitan (Cililitan).

## Verdere onderverdeling
Het onderdistrict Makassar is verdeeld in 5 kelurahan:
1. Pinang Ranti - postcode 13560
2. Makasar - postcode 13570
3. Halim Perdana Kusumah - postcode 13610
4. Cipinang Melayu - postcode 13620
5. Kebon Pala - postcode 13650

## Bezienswaardigheden
- At-Tin Moskee
- Purna Bhakti Pertiwi Museum, museum gelegen in Taman Mini Indonesia Indah

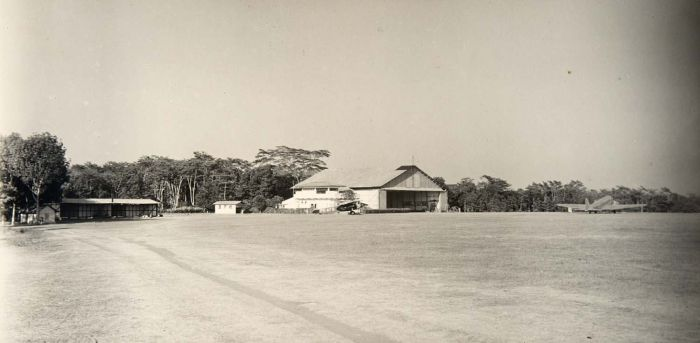
Het vliegveld Tjililitan bij Batavia 1925-1935

- Luchthaven Halim Perdanakusuma